# 根津歩
根津 歩（ねづ あゆみ）は、平成時代の日本の歌手。
2003年9月25日、小畑実やちあきなおみが歌唱した「星影の小径」のカバー曲でテイチクエンタテインメントからデビュー。この曲は、東海テレビの昼ドラマ『真実一路』の主題歌に使われた。